# Killough
Killough (Iers: Cill Locha) is een plaats in het Noord-Ierse County Down. Killough telt 843 inwoners. Van de bevolking is 6,8% protestant en 91,8% katholiek.